# الكواشرة
الكواشرة هي قرية لبنانية من قرى قضاء عكار في محافظة الشمال. تقع في تجمع للقرى يسمى الدريب الأوسط.
الموقع
تقع بلديّة كواشره في قضاء عكار أحد أقضية محافظة عكار هذه المحافظة هي واحدة من ثمان محافظات يتشكل منها لبنان الإداري.
تبعد كواشره حوالي 131 كلم (81.4034 مي) عن بيروت عاصمة لبنان. ترتفع حوالي 420 م (1) (1378.02 قدم - 459.312 يارد) عن سطح البحر وتمتد على مساحة تُقدَّر بـ 558 هكتاراً (5.58 كلم²- 2.15388 مي² (2)).
الهيئات المحلية وصلاحياتها
بلديّة الكواشره تتمتّع بمجلسٍ بلديّ من 9 عضو (1)،يتمّ انتخابهم لمدّة ستّ سنوات من خلال الاقتراع العام المباشر، (مرجع: سير الأعمال في المجلس البلديّ). تتمتّع بلديّة الكواشرة باستقلاليّة ماليّة وإداريّة ولكنّها تبقى تحت إشراف السلطة المركزيّة.
السكّان والناخبين
تبعا لبعض التقديرات يسكن مدينة كواشره 2763 نسمة. خلال الانتخابات الأخيرة التي جرت عام. 2004، بينت اللوائح عدد المسجلين فيها : 1629 ناخبا، شارك منهم 898 (1).